# Кантонијера Презолана (Бреша)
Кантонијера Презолана је насеље у Италији у округу Бреша, региону Ломбардија.
Према процени из 2011. у насељу је живело 10 становника. Насеље се налази на надморској висини од 1307 м.